# Live In San Francisco At The Palace Of Fine Arts
Live In San Francisco At The Palace Of Fine Arts es el primer álbum en vivo de la cantante e instrumentalista canadiense Loreena McKennitt.
La grabación del exclusivo concierto fue publicada en CD, originalmente como un con EP, pero fue remasterizado en 2005 con cuatro temas inéditos del conciertos. El concierto fue realizado en el Palacio de Bellas Artes de San Francisco el 19 de mayo de 1994. El disco fue lanzado en octubre de 1995 oficialmente.

## Lista de temas

### Edición Original
- 1.- The Mystic's Dream - 7:24
- 2.- Santiago - 5:24
- 3.- She Moved Through The Fair - 5:37
- 4.- Between The Shadows - 4:18
- 5.- The Lady Of Shalott - 8:50
- 6.- The Bonny Swans - 6:56

### Edición Extendida
Una edición extendida fue publicada en diciembre de 1995 en Estados Unidos como contenido promocional de la gira musical de McKennitt. Esta edición fue remasterizada en 2005 convirtiéndose de este modo en la edición oficial del disco, con el catálogo QRCD106R.
- 1.- The Mystic's Dream — 7:24
- 2.- Santiago — 5:24
- 3.- She Moved Through The Fair — 5:37
- 4.- Between The Shadows — 4:18
- 5.- Stolen Child — 5:28
- 6.- The Dark Night Of The Soul — 6:19
- 7.- Marrakesh Night Market — 6:43
- 8.- The Lady Of Shalott — 8:50
- 9.- The Bonny Swans — 6:56
- 10. Prospero's Speech — 4:16